# ハームズワース男爵

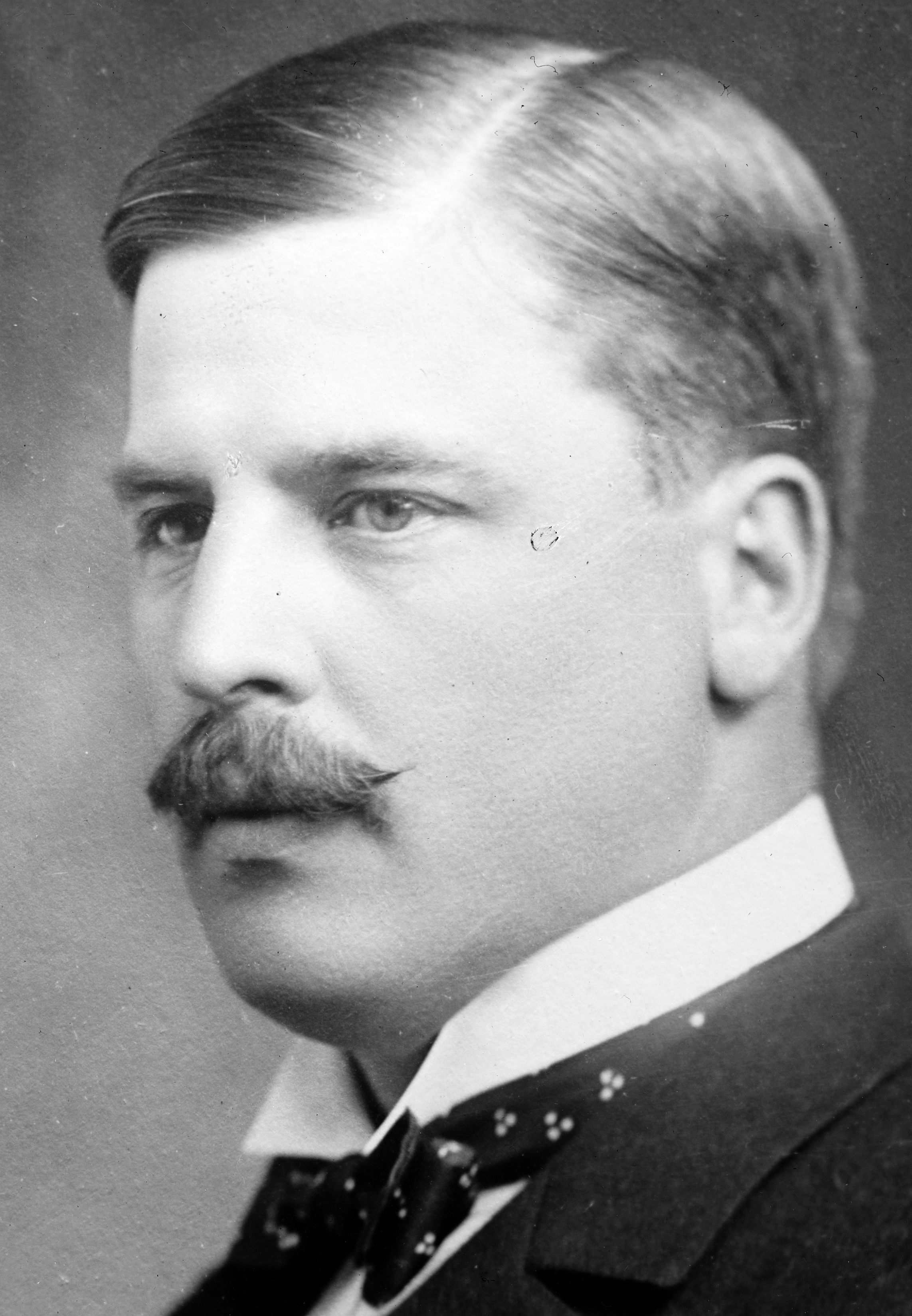
初代ハームズワース男爵セシル・ハームズワース

ハームズワース男爵（ハームズワースだんしゃく、英: Baron Harmsworth）は、連合王国貴族の男爵位。
自由党の政治家セシル・ハームズワースが1939年に叙されたのに始まる。

## 歴史
新聞事業者として著名な初代ノースクリフ子爵アルフレッド・ハームズワースや初代ロザミア子爵ハロルド・ハームズワースの弟にあたるセシル・ビショップ・ハームズワース(1869–1948)は、自由党の政治家として内務省政務次官(在職1915年)や外務省政務次官(在職1919年-1922年)を務め、1939年2月4日の勅許状によって連合王国貴族サリー州におけるエガムの初代ハームズワース男爵(Baron Harmsworth, of Egham in the County of Surrey)に叙された。
初代男爵の死後、次男(長男は早世)のセシル・デズモンド・バーナード・ハームズワース(1903–1990)が2代男爵位を継承したが、彼には男子がなかった。そのため2代男爵の死後にはその甥(初代男爵の三男エリックの長男)にあたるトマス・ハロルド・レイモンド・ハームズワース(1939-)が3代男爵を継承している。彼が2016年現在の当主である

## ハームズワース男爵 (1939年)
- 初代ハームズワース男爵セシル・ビショップ・ハームズワース (1869–1948)
- 2代ハームズワース男爵セシル・デズモンド・バーナード・ハームズワース (1903–1990)
- 3代ハームズワース男爵トマス・ハロルド・レイモンド・ハームズワース (1939-)
  - 法定推定相続人は現当主の長男ドミニク・マイケル・エリック・ハームズワース (1973-)